# Intertoto Cup 1980
De Intertoto Cup was sinds 1967 een mogelijkheid voor ploegen om in de zomer te kunnen blijven voetballen. Deze editie van 1980 werd zoals gebruikelijk gehouden tijdens deze zomerstop. Er werden alleen groepswedstrijden georganiseerd, omdat het onhaalbaar bleek om nog knock-outronden te spelen na de zomerstop. Clubs hadden daarvoor een te druk programma en de UEFA had bepaald dat ploegen die al aan UEFA-toernooien zoals de twee edities van de Europa Cup meededen, niet mochten deelnemen aan andere toernooien.
Aan deze editie van het toernooi deden 36 ploegen mee, vier meer dan vorig jaar. Er waren negen groepen van vier teams en elk team speelde zes wedstrijden. Er deden vier clubs mee uit Denemarken, Oostenrijk, Tsjecho-Slowakije, West-Duitsland, Zweden en Zwitserland; drie uit Nederland; twee uit België, Bulgarije en Polen en één uit Israël, Noorwegen en de SFR Joegoslavië.
Het Zweedse IFK Göteborg uit groep 8 haalde dit toernooi de hoogste score: elf punten.

## Eindstanden

### Groep 1
| plaats | Club               | Doelpunten | Punten |
| ------ | ------------------ | ---------- | ------ |
| 1.     | Standard Luik      | 17 : 8     | 10     |
| 2.     | Fortuna Düsseldorf | 12 : 7     | 6      |
| 3.     | Neuchâtel Xamax FC | 13 : 11    | 5      |
| 4.     | Roda JC            | 9 : 15     | 3      |

### Groep 2
| plaats | Club            | Doelpunten | Punten |
| ------ | --------------- | ---------- | ------ |
| 1.     | Bohemians Praag | 14 : 5     | 10     |
| 2.     | Werder Bremen   | 7 : 9      | 6      |
| 3.     | Kastrup BK      | 6 : 9      | 5      |
| 4.     | Lillestrom SK   | 5 : 9      | 3      |

### Groep 3
| plaats | Club                 | Doelpunten | Punten |
| ------ | -------------------- | ---------- | ------ |
| 1.     | Maccabi Netanya      | 11 : 6     | 8      |
| 2.     | Kjøbenhavns Boldklub | 11 : 10    | 8      |
| 3.     | Royal Antwerp        | 10 : 10    | 5      |
| 4.     | Maccabi Tel-Aviv     | 8 : 14     | 3      |

### Groep 4
| plaats | Club          | Doelpunten | Punten |
| ------ | ------------- | ---------- | ------ |
| 1.     | Sparta Praag  | 8 : 3      | 10     |
| 2.     | FC Den Haag   | 7 : 10     | 6      |
| 3.     | FC St. Gallen | 10 : 9     | 4      |
| 4.     | Rapid Wien    | 5 : 8      | 4      |

### Groep 5
| plaats | Club           | Doelpunten | Punten |
| ------ | -------------- | ---------- | ------ |
| 1.     | Plastika Nitra | 9 : 3      | 8      |
| 2.     | Linzer ASK     | 7 : 9      | 6      |
| 3.     | Esbjerg fB     | 8 : 7      | 5      |
| 4.     | Polonia Bytom  | 4 : 9      | 5      |

### Groep 6
| plaats | Club                | Doelpunten | Punten |
| ------ | ------------------- | ---------- | ------ |
| 1.     | Halmstads BK        | 12 : 6     | 9      |
| 2.     | Inter Bratislava    | 11 : 8     | 7      |
| 3.     | VOEST Linz          | 9 : 7      | 7      |
| 4.     | BSC Young Boys Bern | 3 : 14     | 1      |

### Groep 7
| plaats | Club         | Doelpunten | Punten |
| ------ | ------------ | ---------- | ------ |
| 1.     | Malmö FF     | 15 : 8     | 10     |
| 2.     | MSV Duisburg | 15 : 11    | 8      |
| 3.     | Willem II    | 8 : 9      | 5      |
| 4.     | FC Sion      | 7 : 17     | 1      |

### Groep 8
| plaats | Club                 | Doelpunten | Punten |
| ------ | -------------------- | ---------- | ------ |
| 1.     | IFK Göteborg         | 22 : 5     | 11     |
| 2.     | Marek Stanke Dimitro | 13 : 14    | 5      |
| 3.     | B 1903 Kobenhavn     | 8 : 13     | 5      |
| 4.     | Austria Salzburg     | 6 : 17     | 3      |

### Groep 9
| plaats | Club                 | Doelpunten | Punten |
| ------ | -------------------- | ---------- | ------ |
| 1.     | IF Elfsborg          | 8 : 6      | 7      |
| 2.     | Slavia Sofia         | 8 : 8      | 7      |
| 3.     | VfL Bochum           | 8 : 8      | 6      |
| 4.     | FK Napredak Krusevac | 7 : 9      | 4      |